# 196 (getal)
196 is het natuurlijke getal volgend op 195 en voorafgaand aan 197.

## In de wiskunde
Honderdzesennegentig is
- het kwadraat van 14.
- het laagste Lychrel-getal.

## Overig
Honderdzesennegentig is ook
- Het aantal vakjes op een speelbord van Blokus duo.